# Polyplectropus amphion
Polyplectropus amphion är en nattsländeart som beskrevs av Malicky 1997. Polyplectropus amphion ingår i släktet Polyplectropus och familjen fångstnätnattsländor. Inga underarter finns listade i Catalogue of Life.